# Campeonato Italiano de Futebol - Série A (1970–71)
O Campeonato Italiano de Futebol de 1970–71, denominada oficialmente de Serie A 1970-1971, foi a 69.ª edição da principal divisão do futebol italiano e a 39.ª edição da Serie A. O campeão foi a Internazionale que conquistou seu 11.º título na história do Campeonato Italiano. O artilheiro foi Roberto Boninsegna, da Internazionale, com 24 gols.

## Classificação
| Pos. | Equipes        | Pts | J  | V  | E  | D  | GP | GC | SG  | Classificação ou rebaixamento                          |
| ---- | -------------- | --- | -- | -- | -- | -- | -- | -- | --- | ------------------------------------------------------ |
| 1    | Internazionale | 46  | 30 | 19 | 8  | 3  | 50 | 26 | 24  | Primeira fase da Taça dos Campeões Europeus de 1971–72 |
| 2    | Milan          | 42  | 30 | 15 | 12 | 3  | 54 | 26 | 28  | Primeira fase da Copa da UEFA de 1971–72               |
| 3    | Napoli         | 39  | 30 | 15 | 9  | 6  | 33 | 19 | 14  | Primeira fase da Copa da UEFA de 1971–72               |
| 4    | Juventus       | 35  | 30 | 11 | 13 | 6  | 41 | 30 | 11  | Primeira fase da Copa da UEFA de 1971–72               |
| 5    | Bologna        | 34  | 30 | 10 | 14 | 6  | 30 | 24 | 6   | Primeira fase da Copa da UEFA de 1971–72               |
| 6    | Roma           | 32  | 30 | 7  | 18 | 5  | 32 | 25 | 7   |                                                        |
| 7    | Cagliari       | 30  | 30 | 8  | 14 | 8  | 33 | 35 | −2  |                                                        |
| 8    | Torino         | 26  | 30 | 6  | 14 | 10 | 27 | 30 | −3  | Taça dos Clubes Vencedores de Taças de 1971–72         |
| 9    | Varese         | 26  | 30 | 5  | 16 | 9  | 29 | 33 | −4  |                                                        |
| 10   | Vicenza        | 26  | 30 | 6  | 14 | 10 | 23 | 31 | −8  |                                                        |
| 11   | Hellas Verona  | 26  | 30 | 7  | 12 | 11 | 23 | 35 | −12 |                                                        |
| 12   | Sampdoria      | 25  | 30 | 6  | 13 | 11 | 30 | 34 | −4  |                                                        |
| 13   | Fiorentina     | 25  | 30 | 3  | 19 | 8  | 26 | 32 | −6  |                                                        |
| 14   | Foggia         | 25  | 30 | 6  | 13 | 11 | 28 | 43 | −15 | Zona de rebaixamento à Serie B de 1971–72              |
| 15   | Lazio          | 22  | 30 | 5  | 12 | 13 | 28 | 43 | −15 | Zona de rebaixamento à Serie B de 1971–72              |
| 16   | Catania        | 21  | 30 | 5  | 11 | 14 | 18 | 39 | −21 | Zona de rebaixamento à Serie B de 1971–72              |

## Premiação
| Serie A de 1970–71                  |
| Lombardia                           |
| ----------------------------------- |
| INTERNAZIONALE Campeã (11.º título) |

## Artilheiros
| Pos. | Jogador            | Equipe         | Gols |
| ---- | ------------------ | -------------- | ---- |
| 1    | Roberto Boninsegna | Internazionale | 24   |
| 2    | Pierino Prati      | Milan          | 19   |
| 3    | Giuseppe Savoldi   | Bologna        | 15   |
| 4    | Roberto Bettega    | Juventus       | 13   |
| 5    | Sergio Clerici     | Hellas Verona  | 10   |
| 6    | Giorgio Chinaglia  | Lazio          | 9    |
| 6    | Ermanno Cristin    | Sampdoria      | 9    |